# Firn

Firn w osiemdziesięciokrotnym powiększeniu.

Firn – forma przejściowa między śniegiem i lodem firnowym. Gęstość: 0,4–0,8 g/cm3. Powstaje w wyniku przeobrażenia luźnych kryształów śniegu w agregaty ziaren lodu o średnicy dochodzącej do kilku milimetrów. Proces ten zachodzi podczas wielokrotnego podtapiania, a następnie zamarzania śniegu. Nie bez znaczenia jest też nacisk warstw nadległych – czyli kumulującego się śniegu.